# Église de Kemi
L’église de Kemi est une église luthérienne évangélique située dans la ville de Kemi au nord de la Finlande. 

## Présentation
L'édifice conçu par l'architecte Josef Stenbäck est terminé en 1902. 
Le bâtiment a été rénové en 2003.